# Countdown – Die Jagd beginnt/Episodenliste
Diese Liste enthält alle Episoden der deutschen Krimiserie Countdown – Die Jagd beginnt, sortiert nach der deutschen Erstausstrahlung. Die Fernsehserie umfasst derzeit drei Staffeln mit 24 Episoden.

## Staffel 1
Die Erstausstrahlung der ersten Staffel war vom 14. Januar bis zum 4. März 2010 auf dem deutschen Sender RTL zu sehen.
| Nr. (ges.) | Nr. (St.) | Originaltitel     | Erstausstrahlung D | Regie            | Drehbuch                                               |
| ---------- | --------- | ----------------- | ------------------ | ---------------- | ------------------------------------------------------ |
| 1          | 1         | Die Zeugin        | 14. Jan. 2010      | Christian Theede | Hagen Moscherosch                                      |
| 2          | 2         | Sniper            | 21. Jan. 2010      | Heinz Dietz      | Hagen Moscherosch                                      |
| 3          | 3         | Klassentreffen    | 28. Jan. 2010      | Heinz Dietz      | Hagen Moscherosch                                      |
| 4          | 4         | Der Bäcker war es | 4. Feb. 2010       | Heinz Dietz      | Hagen Moscherosch                                      |
| 5          | 5         | Lili              | 11. Feb. 2010      | Christian Theede | Hagen Moscherosch, Markus Gerwinat & Ben Bernschneider |
| 6          | 6         | Ein Todesfall     | 18. Feb. 2010      | Christian Theede | Hagen Moscherosch & Stephan Brüggenthies               |
| 7          | 7         | Blutsbande        | 25. Feb. 2010      | Züli Aladag      | Hagen Moscherosch & Holger Karsten Schmidt             |
| 8          | 8         | Der Feuerteufel   | 4. März 2010       | Züli Aladag      | Hagen Moscherosch                                      |

## Staffel 2
Die Erstausstrahlung der zweiten Staffel war vom 13. Januar bis zum 3. März 2011 auf dem deutschen Sender RTL zu sehen.
| Nr. (ges.) | Nr. (St.) | Originaltitel         | Zusammenfassung | Erstausstrahlung D | Regie              | Drehbuch                                                       |
| ---------- | --------- | --------------------- | --- | ------------------ | ------------------ | -------------------------------------------------------------- |
| 9          | 1         | Der Bruch             | — | 13. Jan. 2011      | Christian Theede   | Hagen Moscherosch                                              |
| 10         | 2         | Vergeltung            | Die Schwesternschülerin Sina wurde ermordet. Brenner und Leo vermuten, dass Eifersucht der Hintergrund für die Tat ist.                 | 20. Jan. 2011      | Heinz Dietz        | Hagen Moscherosch, Sven Frauenhoff & Andreas Brune             |
| 11         | 3         | Singles               | — | 27. Jan. 2011      | Heinz Dietz        | Hagen Moscherosch                                              |
| 12         | 4         | Alte Freunde          | Brenner und Leo jagen einen entflohenen Häftling. Kein leichter Fall für das Duo, denn der Flüchtige entpuppt sich als alter Bekannter. | 3. Feb. 2011       | Christian Theede   | Hagen Moscherosch, Holger Karsten Schmidt & Alexander Emmerich |
| 13         | 5         | Wo die Liebe hinfällt | — | 10. Feb. 2011      | Christian Theede   | Hagen Moscherosch & Jens Urban                                 |
| 14         | 6         | Aussage gegen Aussage | — | 17. Feb. 2011      | Heinz Dietz        | Hagen Moscherosch                                              |
| 15         | 7         | Entführt              | — | 24. Feb. 2011      | Alexander Dierbach | Hagen Moscherosch & Christoph Wortberg                         |
| 16         | 8         | Vom Himmel gefallen   | Eine Frau wurde überfahren. Bei den Ermittlungen müssen Brenner und Leo auf die Aussage eines autistischen Jungen bauen.                | 3. März 2011       | Alexander Dierbach | Hagen Moscherosch & Jens Urban                                 |

## Staffel 3
Die Erstausstrahlung der dritten Staffel war vom 12. Januar bis zum 2. März 2012 auf dem deutschen Sender RTL zu sehen.
| Nr. (ges.) | Nr. (St.) | Originaltitel   | Erstausstrahlung D | Regie              | Drehbuch       |
| ---------- | --------- | --------------- | ------------------ | ------------------ | -------------- |
| 17         | 1         | Rache           | 12. Jan. 2012      | Alexander Dierbach | Michel Birbaek |
| 18         | 2         | Nutte Nummer 5  | 19. Jan. 2012      | Alexander Dierbach | Michel Birbaek |
| 19         | 3         | Suizid          | 26. Jan. 2012      | —                  | —              |
| 20         | 4         | Schulmädchen    | 2. Feb. 2012       | —                  | —              |
| 21         | 5         | Die Illegalen   | 9. Feb. 2012       | —                  | —              |
| 22         | 6         | Der Tag danach  | 16. Feb. 2012      | —                  | —              |
| 23         | 7         | Die Polizistin  | 23. Feb. 2012      | —                  | —              |
| 24         | 8         | Romeo und Julia | 2. März 2012       | —                  | —              |